# Словения на «Евровидении-2005»
На Евровидение 2005, проходящие в Киеве, выступление Словении стало 11-м за историю участия страны на конкурсе. Представляющий Словению певец Омар Набер с песней «Stop» не прошёл в финал и занимает 12-е место в полуфинале.

## Национальный отбор
Профессиональное жюри из 130 заявок отобрало 13 песен. В полуфинале зрители отдали Омару лишь 3-е место, а первое место было отдано певице Ребеке Дремель, но 6 февраля в финале мнение зрителей изменилось и первое место отдали Омару Наберу
Финал — 6 февраля
| № | Песня         | Певец         | Баллы | Место |
| - | ------------- | ------------- | ----- | ----- |
| 1 | Stop          | Омар Набер    | 29945 | 1     |
| 2 | Metulj        | Саша Лендеро  | 27825 | 2     |
| 3 | Pojdi z menoj | Ребека Дремль | 23514 | 3     |